# آلفرد پرو
آلفرد-باتیست آلفرد پرو (انگلیسی: Jean-Baptiste Alfred Perot؛ زاده ۳ نوامبر ۱۸۶۳ درگذشته ۲۸ نوامبر ۱۹۲۵) یک فیزیک‌دان اهل فرانسه بود.